# カイハラ (企業)
カイハラ株式会社（英: KAIHARA CORPORATION）は、広島県福山市に本社を置く繊維製品メーカー。
「カイハラデニム」。デニム専業メーカーで、国内で唯一デニム素材の紡績・染色・織布・整理加工の一貫生産ラインを持つ。デニム生地国内シェア約50% 、輸出先は30ヶ国に及ぶ。

## 沿革
- 1893年（明治26年） : 貝原助治郎、広島県芦品郡常金丸村（現福山市新市町常）にて手織正藍染備後絣織物業を創業。商標は㋜（マルス）[3]。
- 1951年（昭和26年） : 貝原織布株式会社を設立。会長に貝原助治郎、社長に貝原覚、専務に貝原定治が就任[3]。
- 1954年（昭和29年） : 液中絞自動藍染機を自社開発（特許）[3]。
- 1956年（昭和31年） : 世界初の動力織機による36インチ幅の広幅絣を開発（商標：ニチボーコニイ）[3]。
- 1961年（昭和36年） : 世界初の48インチ幅「絣入りサロン」を開発、輸出ウール素材の着尺用ウール小幅絣を備後地方で初めて製造開始[3]。
- 1962年（昭和37年） : 貝原産業株式会社設立[3]。
- 1965年（昭和40年） : 広巾絣織協同組合設立[3]。
- 1970年（昭和45年）
  - 社長に貝原定治が就任、貝原覚は会長に[3]。
  - チーズ染色法によるインディゴデニムを初出荷[3]。
  - 藍染連続染色機（ロープ染色1号機）を自社製作し、ロープ染色によるデニムを日本で初めて市場に供給[3]。
- 1973年（昭和48年） : 上下工場開設[3]。
- 1974年（昭和49年） : 株式会社デニー設立[3]。
- 1978年（昭和53年） : 吉舎工場開設[3]。
- 1990年（平成2年） : 社長に貝原良治が就任、貝原定治は会長に[3]。
- 1991年（平成3年）
  - 吉舎にオープンエンド糸紡績ライン操業の紡績工場竣工。これによりデニムの紡績・染色・織布・整理加工の一貫生産ライン完成[3]。
  - 貝原織布をカイハラに社名変更[3]。
- 2000年（平成12年） : マルス興株式会社設立[3]。
- 2003年（平成15年） : 社長に貝原潤司就任、貝原良治は会長に、貝原定治は相談役に[3]。
- 2004年（平成16年） : 会社分離によりカイハラを財務・販売会社に、貝原産業を製造会社とする[3]。
- 2005年（平成17年）
  - 貝原産業がデニーを吸収合併し、社名をカイハラ産業に変更[3]。
  - 三和工場竣工[3]。
- 2014年（平成26年）
  - 社長に貝原護が就任、貝原潤司は副会長に[3]。
  - タイにKAIHARA THAILAND Co.,LTD.を設立[3]。
- 2017年（平成29年） : 広巾絣織協同組合解散[3]。
- 2019年（平成31年/令和元年） : 香港にKAIHARA International Co.,Limited.を設立[3]。
- 2023年（令和5年） : マルス興解散

### 創業
カイハラのある福山は江戸時代備後福山藩により綿花栽培や染色が推奨された。カイハラ創業地である新市では江戸末期に絣製造が生まれ、明治初期に「備後絣」として全国に売り出された。明治26年（1893年）、貝原助治郎は新市で備後絣の製造を始め、主にもんぺ用の生地として用いられた。のち、日中戦争・太平洋戦争に伴う戦時体制に入って以降、弾薬の把手に用いられるカズラのロープ製造を行っていた。終戦後、カズラロープの需要は減り事業縮小に迫られていた。
1951年、貝原織布として株式会社化し、社長に貝原覚が就任し再スタートを図る。専務の貝原定治の着想で液中絞自動藍染機（それまでの原始的な手染めを機械化することで生産性をあげた）を開発し特許を取得し、家業は飛躍した。1960年代、合繊繊維の普及とプリント技術の発達により国内の絣織物需要は激減したため、新事業を模索するもうまくいかなかった。そこで海外市場に目を向け、1961年ムスリム向けに「絣入りサロン」（ルンギー/イザール）を開発し、商社を介して中近東・東南アジアへ輸出、爆発的な人気を得た。これも1967年英ポンドの切り下げとアデン政情不安定化によりサロンの輸出が止まり大量の在庫を抱えてしまうことになり、会社存続の危機が迫っていた。
そこへ1960年代後半から「デニム」需要が拡大し、市場拡大を見越して地場の織布・縫製業者からデニム生地へ染色の依頼が入った。

### デニム参入
デニムも絣と同じ藍染めであるため今までのノウハウが活かせたが、最大の問題となったのがデニムの特徴である経年による色落ちを出させるため、糸の芯を白く残して周りを均一に染色する方法だった。国内の染色業者はチーズ染色法を用いていたが従来の方法では芯まで染まってしまうため、当時の国内のジーンズメーカーでは国産の芯まで染まった糸か高価な輸入ものの糸を使うしかなかった。そこでカイハラでは研究に取り組み1970年10月ロープ染色機の開発に成功、国内で唯一糸の芯を残した状態で染色できる企業になり、国内デニム市場で急速にシェアを拡大していった。デニム生産開始から4年後の1974年には備後絣製造を止め、デニム染色専業となった。1976年時点でシェア80%に達している。
一方で世界のデニム市場では、ブームにより品薄状態が続いていた。世界中からデニム生地を探していたリーバイスは1973年から日本の紡績企業と取引を始めた。この時カイハラはこの紡績企業の下請け、リーバイス向け製品の染色請負加工という形で参加した。ただリーバイスが要求する染色品質に対し、紡績企業よりカイハラが徐々に応対していくようになる。1978年、カイハラはスルザー式織機を導入、デニムの染色と織布ができるようになる。これに危機感を抱いた元請けの紡績企業はカイハラを外し他の染色業者と契約したが、リーバイスはカイハラと直接取引することを選択した。さらにこの頃になると世界のデニム市場が鈍化し市況は悪化、デニム事業から撤退あるいは事業縮小する企業が相次いだため、カイハラはリーバイスとの継続的な契約を結ぶことができ、1978年以降「カイハラ」ブランド名で輸出していった。そしてリーバイスの要求に対応していく中でノウハウを蓄積、更にリーバイスの持つ染色技術・製品管理などのノウハウを吸収していった。

### 展開
1970年代、カイハラはリーバイスが用いた他のサプライヤーより高い品質の製品を供給、カイハラの生地はリーバイスの欧州・オーストラリア・東南アジアなどの縫製工場で用いられており、カイハラにはリーバイスから膨大な発注が来ていた。そこへリーバイスはカイハラに対し品質を下げコスト削減を求めてきた。様々な方法で模索したが結局リーバイスが要求するコスト削減はできなかった。リーバイスが用いた他のサプライヤーより価格が上がることになったため、リーバイスはカイハラとの取引を徐々に少なくした。
そこでカイハラは新たな事業を模索した。代表的なものがのびのびジーンズ「ストレッチデニム」生地の開発であった。これにリーバイスは興味を示さなかったが、他の欧州・オーストラリアの企業が興味を示した。リーバイスとの継続契約しているという評判も相まって新規顧客開拓が進み、1980年代には伊リプレイや英リークーパーなど欧州企業との取引が拡大し、1980年代中盤には売上における輸出比率が約7割を占めるようになった。
1985年プラザ合意以降の円高進行、1990年代海外のサプライヤーとの価格競争の激化により、売上における輸出比率は徐々に減っていった。他の繊維業者が海外へ工場移転していった時期である1991年、カイハラは国内に紡績工程の入った工場を建設しデニムの紡績・染色・織布・整理加工の一貫生産ラインを完成させた。海外企業に代わってエドウインやボブソン・ユニクロなど国産アパレル企業との取引が活発し、特にユニクロの拡大に伴いカイハラの売上は大きく伸びた。また現在でも新素材を取り入れたデニムの開発を進めている。例えばユニクロ・東レとの共同で「ヒートテックジーンズ」を開発し2010年に発売された。

## 事業所
- 本社 : 広島県福山市
- 販売拠点
  - 東京オフィス : 東京都渋谷区
- 生産拠点
  - 本社工場 : 広島県福山市
  - 吉舎工場 : 広島県三次市
  - 上下工場 : 広島県府中市
  - 三和工場 : 広島県神石郡神石高原町

## 関連企業
- タイKAIHARA THAILAND Co.,LTD.（製造・販売）
- 香港KAIHARA International Co.,Limited.（販売）

## 貝原歴史資料館
1996年カイハラ100周年記念事業の一環として本社工場内に開館。
藍染およびカイハラに関する資料館で、備後絣の見本も展示され、創業時からある藍染関連の貴重な機器、同社が開発した機器を中心に展示している。基本的には非公開、毎月第二土曜日のみ一般公開されており、藍染体験も実施している。

## テレビ番組
- 日経スペシャル カンブリア宮殿 世界が認めるメード・イン・ジャパン　失敗から宝を生み出す地方メーカー（2019年9月19日、テレビ東京）[24]

## 参考資料
- 谷山太郎、高橋健太「海外顧客の獲得を通じたサプライヤーの成長」『赤門マネジメント・レビュー』第13巻第3号、グローバルビジネスリサーチセンター、2014年3月、109-136頁、doi:10.14955/amr.130301、2023年5月23日閲覧。